# Iathrippa inerme
Iathrippa inerme är en kräftdjursart som först beskrevs av William Aitcheson Haswell 1881.  Iathrippa inerme ingår i släktet Iathrippa och familjen Janiridae. Inga underarter finns listade i Catalogue of Life.